# Văcărești (okręg Harghita)
Văcărești (węg. Vacsárcsi) – wieś w Rumunii, w okręgu Harghita, w gminie Mihăileni. W 2011 roku liczyła 584 mieszkańców.